# یو هائونان
یو هائونان (متولد ۱۹۹۹) یک تیرانداز اهل چین است.
او در مسابقات تیراندازی قهرمانی جهان ۲۰۱۸ شرکت کرد. وی رکورددار امتیاز در فینال جام جهانی تیراندازی می‌باشد